# Elmar Mauch
Elmar Mauch (* 19. April 1927 in Pfullendorf; † 14. Februar 2011 ebenda) war ein deutscher Politiker und 1962 bis 1995 Oberbürgermeister der Großen Kreisstadt Bad Mergentheim.

## Leben
Der im Badischen geborene und aufgewachsene Mauch leistete im Zweiten Weltkrieg seinen Kriegsdienst. Nach Gefangenschaft studierte er Rechts- und Staatswissenschaften. Im Jahr 1953 promovierte er zum Doktor der Rechte (Dr. jur.).
Mit seiner Arbeit bei mehreren Behörden und Ministerien schlug er die Laufbahn des Verwaltungsfachmannes ein und wurde 1962 erstmals zum Bürgermeister von Bad Mergentheim gewählt. Bad Mergentheim war zum damaligen Zeitpunkt Kreisstadt des Landkreises Mergentheim. Dreimal, im Jahr 1970, 1982 und 1990, wurde er wiedergewählt.
In seine 33 Jahre Arbeit im Rathaus der Kurstadt fallen mehrere wichtige Vorhaben und Maßnahmen. Beispielhaft seien hier die mehreren Schulhausneubauten, der Straßenbau, die Wasser- und Energieversorgung, die Freiwillige Feuerwehr, deren Ehrenmitglied er war, die Erschließung von Wohn- und Gewerbegebieten, insbesondere aber auch die Förderung des Kur- und Tourismusgeschehens genannt. Gerade auf diesem Sektor engagierte sich Mauch – nicht zuletzt durch seine Tätigkeit in Verbänden und Organisationen – besonders stark. Ihm ist maßgeblich mitzuverdanken, dass der durch die Gesundheitsreform bedingte Rückgang der Kurgastzahlen durch die Ansiedlung mehrerer Spezialkliniken ausgeglichen werden konnte.
In seiner zweiten Amtszeit fiel die baden-württembergische Kreis- und Gemeindereform, in der Bad Mergentheim seine Funktion als Kreisstadt zugunsten von Tauberbischofsheim verlor, aber infolge der Eingemeindungen von 13 bis dahin selbstständige Nachbargemeinden die städtische Einwohnerzahl die Grenze von 20.000 überschritt und die Stadtverwaltung den Antrag auf Erhebung zur Großen Kreisstadt stellen konnte, was die Landesregierung von Baden-Württemberg mit Wirkung vom 1. April 1975 gewährte.
Das Amt des Oberbürgermeisters hatte er bis zu seinem altersbedingten Ausscheiden im Jahr 1995 inne. Seinen Ruhestand verbrachte er in seiner Geburts- und Heimatstadt Pfullendorf, in der er im Alter von 83 Jahren verstorben ist.

## Gesellschaftliches Engagement
Mauch war über 17 Jahre als Kreisverbandsvorsitzender des Deutschen Roten Kreuz Kreisverbandes Bad Mergentheim e.V. ehrenamtlich tätig.

## Privates
Elmar Mauch gilt als bedeutendster Privatsammler auf dem Gebiet historischer Kupferstiche. Seine Sammlung umfasst 1991 bereits mehr als 700 Blätter.

## Auszeichnung
Im Jahr 2004 wurde Mauch durch den Städtetag Baden-Württemberg neben 28 weiteren Bürgermeistern und Oberbürgermeister geehrt, die mehr als 30 Jahre im Amt waren.

## Würdigung
Einer Würdigung der Südwest Presse war zu entnehmen, dass Mauchs Lebensauffassung von preußischen Tugenden geprägt gewesen war. In seinem Amtszimmer am Marktplatz hing nicht ohne Grund geradezu demonstrativ ein Bild, das Friedrich den Großen zeigte. Mit den Worten ‚Ich habe vor allem meine Pflicht getan, und dafür verlange ich keine Auszeichnung‘, hatte er seine Ablehnung der in Aussicht gestellten Ehrenbürgerwürde und des Bundesverdienstkreuzes 1. Klasse begründet. […] 33 Jahre lang stand Dr. Mauch an der Spitze der Stadt und hat sich auch außerhalb der Region einen Namen gemacht. Als ‚Stadtkönig‘ wurde er belächelt, als ‚weißhaariger Patriarch‘ betitelt, als glänzender Rhetoriker gefürchtet und als Respektsperson geachtet. Wenn es auch wie eine Floskel klingen mag, Elmar Mauch hat sich um die Stadt und ihre Entwicklung, gerade auch auf dem Kur- und Tourismussektor, verdient gemacht. Er war, und das im besten Sinne, "ein Phänomen".